# Gregor Vezonik
Gregor Vezonik, né le 6 juillet 1995 à Ravne na Koroškem en Slovénie, est un grimpeur slovène spécialiste du bloc.

## Palmarès

### Championnats du monde
- 2018 à Innsbruck, Autriche
  -  Médaille de bronze en bloc